# Consuelo Nouel
Consuelo Leticia Nouel Gómez (Caracas, 10 de diciembre de 1934 - Caracas, 23 de febrero de 2018) fue la ganadora de la V edición del concurso Miss Venezuela, que se realizó en el Salón Orinoco del Hotel Tamanaco de Caracas el 28 de junio de 1957. Al momento del concurso tenía 23 años de edad, 1,66 m de estatura y estudiaba tercer año de Derecho en la Universidad Central de Venezuela. Terminó la carrera en la Universidad Católica Andrés Bello en el año 1975, 18 años después de su participación en el Miss Venezuela. Fue, además, Cónsul de Venezuela en Nápoles, Italia, de 1994 a 1996.

## Miss Venezuela 1957
Nouel representó al Distrito Federal y recibió la corona de manos de Blanca Heredia, Miss Venezuela 1956. El evento estuvo animado por Renny Ottolina y debido a los abucheos de los partidarios de otras participantes, la coronación se realizó en una de las suites del hotel.

## Cuadro final de Miss Venezuela 1957
- Consuelo Leticia Nouel Gómez, Miss Distrito Federal (ganadora).
- Bertha Gisela Dávila, Miss Lara (primera finalista).
- Elsa Torrens, Miss Carabobo (segunda finalista).
- Luisa Vásquez Torres, Miss Sucre (tercera finalista).
- Olga Lavieri, Miss Aragua (cuarta finalista).

## Participación en certámenes internacionales
Consuelo Nouel participó en el concurso Miss Universo 1957 el 19 de julio en Long Beach, California, Estados Unidos y en el Miss Mundo 1957 el 14 de octubre en Londres, Inglaterra (siendo ella, en este último, la única candidata por el continente americano), pero no tuvo figuración en ninguno de los dos concursos.

## Vida privada
Tiempo después de su participación en el Miss Venezuela se casó con el industrial Fernando Tricerri y tuvo una hija, llamada Maria Fernanda Tricerri Nouel.
Consuelo Nouel falleció el 23 de febrero de 2018 en Caracas.